# Pact van Omar
Het Pact (Verdrag) van Omar (c. 717 n.Chr.) is een verdrag dat volgens de traditie vlak na de oorspronkelijke moslimverovering rond het jaar 640 is overeengekomen tussen de tweede kalief, Omar ibn al-Chattab, en de christenen van Syrië. Deze niet-moslims, die de status van dhimmi's (Arabisch: ذمي) hadden, onderwierpen zich in ruil voor bescherming aan enkele discriminerende regels. Het Pact van Omar somt in detail een dertigtal leefregels op waaraan christenen zich hadden te houden. De historiciteit van het verdrag is omstreden en twijfelachtig. De tekst, vermoedelijk opgesteld door latere islamitische rechtsgeleerden vanaf de negende eeuw, voortbouwend op regels in het begin van de achtste eeuw ontstaan tijdens het bewind van de achtste kalief, Omar II, diende als blauwdruk voor de uitwerking van de wettelijke status van dhimmi's in de klassieke periode van de islamitische rechtswetenschap, toen moslims een meerderheid van de bevolking begonnen te vormen, terwijl ze in de tijd van Omar I en Omar II nog een kleine minderheid waren.
Het decreet van kalief al-Moetawakkil, die regeerde van 846 tot 861 was een actualisering van de regels van deze tekst en werkte als een precedent voor veel anti-joodse en anti-christelijke verordeningen.

## Voorwaarden
Het vermeende Pact van Omar fungeerde in latere tijden als een soort basisdocument met regels waaraan Mensen van het Boek, (Arabisch: اهل الكتاب , ahl al kitâb), (joden en christenen) zich moesten houden in door moslims beheerste staten en de overtreding waarvan allerlei sancties rechtvaardigde. Dhimmi's hebben het recht hun eigen religie in privéverband te beoefenen. De bescherming van hun leven en eigendommen was ook onderdeel van het verdrag, maar inbreuk op die rechten werd minder streng bestraft dan het geval was als moslims het slachtoffer waren. Om hun rechten te waarborgen moesten dhimmi's trouw aan de moslimleiders beloven, de volwassen mannen moesten een speciale hoofdelijke belasting (de jizya) betalen, en in het algemeen werd in het sociale verkeer een nederige houding tegenover moslims verwacht.
Hoewel zulke regels door de rechtsgeleerden als bindend gezien werden, was de feitelijke handhaving ervan niet altijd daarmee in overeenstemming, wat blijkt uit het bestaan van kerken die gebouwd zijn lang na de islamitische veroveringen.

### Artikelen van het pact van Omar
Een overgeleverde versie van het verdrag, waarbij de kalief als Omar ibn al-Chattab wordt gezien, luidt als volgt:
"In de naam van God, de Genadige en Barmhartige. Dit is een brief aan de dienaar van God Omar, de Emir der Gelovigen, van de christenen van die-en-die stad. Toen ge tegen ons oprukte, vroegen we U om een vrijgeleide voor ons zelf, onze nakomelingen, ons eigendom en de leden van onze gemeenschap en we namen tegenover U de volgende verplichtingen op ons:
1. Wij zullen niet bouwen, in onze steden noch in de buurt daarvan, nieuwe mannenkloosters,
2. kerken,
3. vrouwenkloosters,
4. of kluizenaarshutten;
5. noch zullen wij ze repareren, bij dag of bij nacht, mocht een van hen instorten
6. of gelegen zijn in een moslimwijk.
7. Wij zullen onze poorten open houden voor voorbijgangers en reizigers. We zullen voor drie dagen onderdak en leeftocht geven aan alle moslims die voorbij komen.
8. Wij zullen noch in onze kerken noch in onze woonhuizen enige spion onderdak geven,
9. noch hem voor de moslims verbergen. Wij zullen de Koran niet aan onze kinderen onderwijzen.
10. Wij zullen onze godsdienst niet in het openbaar beoefenen
11. noch iemand ertoe bekeren.
12. Wij zullen niemand van onze familie verhinderen tot de islam over te gaan als zij dat wensen.
13. Wij zullen de moslims respect tonen, en
14. wij zullen van onze zitplaats opstaan als zij wensen te zitten.
15. Wij zullen niet proberen op de moslims te lijken door het imiteren van een van hun kledingstukken, hoofdsieraden, tulband, schoeisel, of de scheiding van hun haar.
16. Wij zullen niet spreken wanneer zij spreken,
17. noch zullen wij hun eervolle namen dragen.
18. Wij zullen niet rijden op een zadel,
19. noch zullen wij zwaarden aangorden, noch enig wapen in de hand houden of op ons lichaam dragen.
20. Wij zullen geen Arabische tekens in onze zegels graveren.
21. Wij zullen geen gefermenteerde dranken verkopen.
22. Wij zullen onze kruizen en boeken niet tonen op de straten of markten van de moslims.
23. Wij zullen in onze kerken alleen heel zachtjes klappen.
24. Wij zullen niet hard praten in onze kerkdiensten of in de nabijheid van moslims,
25. noch zullen wij onze stem verheffen wanneer wij in een rouwstoet lopen.
26. Wij zullen geen verlichting voeren op enige straat van de moslims of op hun markten.
27. Wij zullen onze doden niet dicht bij de moslims begraven.
28. Wij zullen geen slaven nemen die aan de moslims zijn toegewezen.
29. Wij zullen onze huizen niet hoger maken dan die van de moslims."

Omar zou hieraan nog twee verplichtingen toegevoegd hebben: dat ze geen mannen zouden kopen die door moslims krijgsgevangen waren gemaakt en dat iedereen die geweld pleegde tegen een moslim de bescherming van het verdrag verloor.

## Historiciteit
Moderne wetenschappers betwijfelen de echtheid van deze overeenkomst (waarvan verschillende versies overgeleverd zijn, de oudste documenten dateren uit de twaalfde eeuw), en beweren dat het een product is van latere juristen die het aan de kalief Omar hebben toegeschreven om zodoende aan hun eigen mening meer gewicht te geven:
De documenten worden weliswaar toegeschreven aan Omar, maar naar alle waarschijnlijkheid stammen ze uit de tweede islamitische eeuw, en hoewel ze in overeenstemming kunnen zijn met bepaalde aspecten van het beleid en de houding ten aanzien van de overwonnen bevolking die tot uitdrukking begon te komen in de periode van de Omajjadische kalief Omar ibn Abd al-Aziz ... zijn de teksten zoals ze vandaag bestaan pas enige tijd daarna gecodificeerd. "Het verdrag kwam tot stand op de rechtsscholen en werd, zoals zo vaak gebeurt, toegeschreven aan Omar I."
Wetenschappers betogen dat het Pact mogelijk voor-islamitische wortels heeft:
Recentelijk heeft men geopperd dat veel van de gedetailleerde regelingen met betrekking tot wat de alh al-dhimma geacht werden wel en niet te doen afkomstig zijn van een eerder historisch precedent, namelijk de voorschriften die bestonden in het nieuw-Perzische Rijk met betrekking tot de religieuze minderheden in Irak.
Hier leefde een hoogontwikkelde joodse gemeenschap, naast monofysitische en nestoriaanse christelijke gemeenschappen, en tijdens de late Sassanidische periode experimenteerden de heersers met regelingen die poogden de loyaliteit van de bevolking te bevorderen door militaire bescherming en enige godsdienstvrijheid te bieden in ruil voor het betalen van belasting.

## Tekst
De tekst bestaat in verscheidene vormen, waarvan een als brief van een gemeenschap van christenen aan Omar, met een notulaire opsomming van de overeengekomen punten van hun verdrag.
Een andere versie is overgeleverd door de tiende-eeuwse islamitische historicus al-Tabari:
In de naam van God, de Genadige Barmhartige!
Dit is een garantie verleend aan de inwoners van Aelia door de dienaar van God, Omar, Commandant van de Gelovigen.
Hij verleent hun de zekerheid van hun personen, hun goederen, hun kerken, hun kruisen, in goede staat of in slechte staat, en van de cultus in het algemeen.
Hun kerken zullen niet onteigend worden voor bewoning noch verwoest; zij en hun bijgebouwen zullen niet beschadigd worden en hetzelfde geldt voor hun kruisen en hun goederen.
Geen beperking zal aan hen worden opgelegd ter zake van religie en geen van hen zal lastiggevallen worden.
Geen jood zal het recht hebben bij hen in Jeruzalem te wonen.
De inwoners van Jeruzalem zullen de hoofdelijke belasting betalen op dezelfde wijze als in andere steden.
Het wordt aan hen overgelaten uit hun steden te verdrijven de Byzantijnen en de struikrovers.
Laatstgenoemden die de stad verlaten zullen een vrijgeleide krijgen. Zij die wensen te blijven zullen het recht krijgen dat te doen, onder de voorwaarde dat zij dezelfde hoofdelijke belasting betalen als de inwoners van Aelia.
Degenen onder de inwoners van Aelia die met de Byzantijnen wensen te vertrekken, nemen hun goederen mee en laten hun kerken en kruisen achter. Ook zij ontvangen een vrijgeleide voor zichzelf, hun kerken en hun kruisen.[...]